# Synchronicité et Paracelsica
Synchronicité et Paracelsica est un recueil d'essais de Carl Gustav Jung.

## Contenu
La synchronicité représente l'un des nœuds théoriques principaux de la pensée et de l'œuvre de Jung. Alors que celui-ci en découvre très tôt la présence et les manifestations, en déclarant à propos du Yi King que ce dernier « repose en effet, non sur le principe de causalité, mais sur un principe non dénommé jusqu'ici — parce qu'il ne se présente pas chez nous — auquel j'ai donné, à titre provisoire, le nom de principe de synchronicité », il ne se décide cependant à publier à son sujet d'une manière systématique et réglée que très tard dans sa vie, à la fin des années 1940 et au début des années 1950.
Le livre contient deux parties consacrées à la synchronicité et les trois textes de Jung sur Paracelse.
Traduit de l'allemand par Claude Maillard et Christine Pflieger-Mailla.